# Туристичка организација Бујановац
| Туристичка организација Бујановац |                                     |
|                                   |                                     |
| Оснивач:                          | Општина Бујановац                   |
| Седиште:                          | Бранко Радичевић 2 Бујановац Србија |
| Директор:                         |                                     |
| Веб презентација                  |                                     |

Туристичка организација Бујановац је једна од јавних установа општине Бујановац, основана од стране Скупштина општине Бујановац.
Туристичка организација своју делатност остварује на промоцији туристичких дестинација као и развоју туристичке понуде у општини Бујановцу.
Туристичка организација обавља следеће функције:
- Спроводи политике у области туризма, промовишући туристичке дестинације на републичком и регионалном нивоу, на основу стратегије развоја туризма.
- Промовише туристичке дестинације и туристичку понуду кроз различите туристичке сајмове унутар и ван земље.[1]
- Сарађује са туристичким организацијама, локалном самоуправом и републичким и међународним институцијама на покретању пројеката у развоју туризма и промоцији инвестиција.
- Пружа информације посетиоцима и туристима, о туристичкој понуди и дестинацијама, осмишљавањем и израдом промотивних материјала, промоцијом сувенира и др.[2]
- Организује различите активности у циљу повећања броја туриста у земљи.

Kултурне манифестације које се традиционално организују у општини Бујановац су: Дан комуне, Дан дијаспоре, Дан учитеља, Kултурно лето, Међународни фестивал фолклора, Сајам хране "Вредне руке", Сајам пчеларства, Фестивал Шкембијада.